# Francesco Venturini
Francesco Venturini (* um 1675 vermutlich in Brüssel; † 18. April 1745 in Hannover) war Violinist und Komponist.

## Leben
Francesco Venturini wurde 1698 Violinist der kurfürstlichen Kapelle in Hannover, wo er im vorausgegangenen Jahr geheiratet hatte. Über die Zeit davor, insbesondere über seine Herkunft, ist nichts bekannt. Ob er – was aus seinem Namen zu schließen wäre – aus Italien stammt, steht nicht fest; einige Anhaltspunkte lassen vermuten, dass er aus dem heutigen Belgien stammte, er gab für sich in den Taufregistern seiner Söhne den Beinamen Bruxellensis an. Vermutlich war er Schüler seines aus Frankreich stammenden Amtsvorgängers Jean-Baptiste Farinel (1655–1726). Ab 1698 war er Kammermusiker des Kurfürsten Georg Ludwig, danach avancierte er 1714 zum Konzertmeister und ab 1725 zum Hofkapellmeister, er bekleidete dieses Amt bis zu seinem Ableben. Zwischenzeitlich, um 1718 betraute ihn Herzog Friedrich II. mit der Neuaufstellung der Gothaer Hofkapelle, nachdem man sich vergeblich um Georg Philipp Telemann bemüht hatte. Nach Venturinis Tod übernahm sein Schüler Johann Balthasar Lutter (1698–1757) das Amt des Hofkapellmeisters. Venturinis Söhne und (vermutlich) ein Enkel waren in der Folgezeit in Hannover, Stuttgart und München als Hofmusiker aktiv.
Er war zu seiner Zeit ein anerkannter Komponist und schuf Kammerkonzerte und weitere Werke, in welchen er formal im Wesentlichen der Suitenform folgte. Seine Concerti op. 1 wurden 1715 bei Estienne Roger in Amsterdam gedruckt, was auf seine damalige Bedeutung Rückschlüsse zulässt.